# Anschläge in Ägypten 2018
Bei einem Anschlag in Ägypten am 28. Dezember 2018 in Gizeh (Ägypten) wurden mindestens drei vietnamesische Touristen und ein einheimischer Busfahrer getötet.

## Vorfall
Der Anschlag ereignete sich in der Maryouttija-Street (Mariottia Corridor) im Al-Haram-Distrikt rund sechs Kilometer vor den Pyramiden von Gizeh. Die Tat erfolgte durch die Explosion einer in einer Wand versteckten Unkonventionellen Sprengvorrichtung (USBV). Neben dem Reiseführer wurden auch weitere zehn vietnamesische Mitreisende schwer verletzt. Es ist unbekannt, wer hinter dem Anschlag steckt und wem dieser galt.
Am 29. Dezember 2018 gaben die Sicherheitskräfte bekannt, bei zwei Razzien in Madinat as-Sadis min Uktubar (Stadt des 6. Oktober) 14 mutmaßliche Terroristen getötet zu haben, 16 weitere Terroristen starben in einem Wohnkomplex westlich von Kairo und 10 weitere Terroristen in al-Arisch im Norden der Sinai-Halbinsel. In den Verstecken seien große Mengen an Munition, Waffen und selbstgebauten Sprengsätzen gefunden worden. Nach einer Erklärung des Innenministeriums gab es Vorbereitungen auf militante Angriffe auf Regierungs- und Tourismus-Einrichtungen, der Armee und Polizei, sowie auf christliche Kirchen.

## Vorherige Anschläge
Zuvor hatte es am 2. November 2018 in der Provinz Al-Minya einen Anschlag auf koptische Pilger gegeben, dabei waren mindestens sieben Reisende getötet worden. Am 23. März 2018 wurden mindestens zwei Menschen durch Anschläge getötet, diesmal in Alexandria.

## Auswirkungen
Ägyptische Behörden und Reiseunternehmen befürchten negative Auswirkungen auf lokale Tourismusbranchen. Das Auswärtige Amt sprach eine Teilreisewarnung aus.